# Francavilla Calcio 1986-1987
Questa pagina raccoglie le informazioni riguardanti il Francavilla Calcio nelle competizioni ufficiali della stagione 1986-1987.

## Stagione
Con l'ingaggio del neo tecnico Rumignani, artefice della promozione del Teramo l'anno prima, ed una squadra composta prevalentemente da giovani, il Francavilla riesce dopo due anni a ritornare in Serie C1.
Dopo un lungo testa a testa con Vis Pesaro e Ternana, la certezza della promozione arriva alla penultima giornata proprio grazie alla sconfitta degli umbri nello scontro diretto con la Vis Pesaro, sicché al Francavilla è sufficiente un pareggio nel derby contro l'Angizia Luco per festeggiare.

## Rosa
| N. |                      | Ruolo | Calciatore        |
| -- | -------------------- | ----- | ----------------- |
|    | Italia (bandiera)    | A     | Riccardo Bordin   |
|    | Italia (bandiera)    | A     | Giovanni Bruzzone |
|    | Italia (bandiera)    | C     | Ciro Caccavale    |
|    | Argentina (bandiera) | P     | Walter Ciappi     |
|    | Italia (bandiera)    |       | Colucci           |
|    | Italia (bandiera)    | C     | Francesco Conti   |
|    | Italia (bandiera)    | A     | Giuseppe D'Angelo |
|    | Italia (bandiera)    | C     | Luciano De Paola  |
|    | Italia (bandiera)    | A     | Luigi Di Baia     |
|    | Italia (bandiera)    | C     | Marco Di Chio     |
|    | Italia (bandiera)    | A     | Tiziano D'Isidoro |

| N. |                   | Ruolo | Calciatore                 |
| -- | ----------------- | ----- | -------------------------- |
|    | Italia (bandiera) | C     | Silvio Vittorio Giampietro |
|    | Italia (bandiera) | P     | Gabriele Ioannoni          |
|    | Italia (bandiera) | D     | Pino La Scala              |
|    | Italia (bandiera) | C     | Enrico Lombardi            |
|    | Italia (bandiera) | D     | Roberto Marcangeli         |
|    | Italia (bandiera) | D     | Ivano Martini              |
|    | Italia (bandiera) | P     | Massimo Pepe               |
|    | Italia (bandiera) | D     | Massimo Peveri             |
|    | Italia (bandiera) | C     | Luigi Pierleoni            |
|    | Italia (bandiera) | C     | Salvatore Profumo          |
|    | Italia (bandiera) | D     | Sergio Salice              |